# Tetranychidae
La famiglia dei Tetranichidi (Tetranychidae, Donnadieu 1876) comprende circa 650 specie di acari lunghi da 0,2 a 0,8 mm. 
Questi aracnidi, di colore aranciato, rosso, verde o giallo, il corpo simile ai ragni, si nutrono in grandi numeri su piante ospiti, che avvizziscono o sviluppano aree sbiancate. I Tetranichidi secernono seta dalle ghiandole anteriori del corpo e spesso ricoprono la pianta colpita di una sottile ragnatela.

## Distribuzione e habitat
I Tetranichidi sono cosmopoliti. Vivono su svariate piante, alberi e arbusti.

## Biologia

### Cibo ed alimentazione
Molti Tetranichidi sono gravi parassiti di piante erbacee e arboree. Le colture colpite includono il frumento, gli agrumi e altri fruttiferi, il trifoglio, il cotone e il caffè. L'infestazione può ridurre fortemente la produzione.

### Riproduzione
Le uova sono rosse, arrotondate e piuttosto grandi, e sono deposte su foglie, rametti o corteccia delle piante ospiti. Gli acari vivono sotto le foglie, protetti da ragnatele.